# Platycopia perplexa
Platycopia perplexa is een eenoogkreeftjessoort uit de familie van de Platycopiidae. De wetenschappelijke naam van de soort is voor het eerst geldig gepubliceerd in 1911 door Sars G.O..